# Trixoscelis mendezabali
Trixoscelis mendezabali är en tvåvingeart som beskrevs av Walter Leopold Victor Hackman 1970. Trixoscelis mendezabali ingår i släktet Trixoscelis och familjen myllflugor. Inga underarter finns listade i Catalogue of Life.